# Martin Bichler
Martin Bichler (* 8. Mai 1971 in Burghausen) ist ein deutscher Informatiker, Wirtschaftsinformatiker und Hochschullehrer.

## Leben
Von 1990 bis 1995 absolvierte Martin Bichler ein Studium zum Wirtschaftsinformatiker an der Universität Wien und der Technischen Universität Wien. Anschließend promovierte er an der Wirtschaftsuniversität Wien bei Hans Robert Hansen. Nach einem Forschungsaufenthalt an der University of California, Berkeley habilitierte er an der Wirtschaftsuniversität Wien. 2001 wechselt er als wissenschaftlicher Mitarbeiter an das IBM Thomas J. Watson Research Center nach New York. 2003 folgte er einem Ruf an die Fakultät für Informatik der Technischen Universität München (TUM), wo er unter anderem Prodekan und Beirat des TUM Institute for Advanced Study war. An der Fakultät für Informatik leitet er den Lehrstuhl für Decision Sciences & Systems. Bichler war Hauptherausgeber der Zeitschrift Business & Information Systems Engineering, und Mitherausgeber einer Reihe internationaler Zeitschriften wie Management Science, Operations Research, dem INFORMS Journal on Computing, Information Systems Research oder den ACM Transactions on Economics and Computation. Neben einer Reihe von weiteren akademischen Ämtern diente er als Präsident der INFORMS Section on Auctions and Market Design. Er ist daneben Fachkollegiat der Deutschen Forschungsgemeinschaft und Department Head am Computer Science Department der TUM.

## Forschung
Bichler arbeitet auf einem Grenzgebiet zwischen Informatik, Operations Research und den Wirtschaftswissenschaften. Insbesondere beschäftigt er sich mit Marktdesign und dessen Anwendungen bei der Versteigerung von Frequenzlizenzen, auf Strommärkten, Beschaffungs- oder Werbemärkten. Er hat ein Lehrbuch über Marktdesign verfasst und beriet zahlreiche Unternehmen und Regierungen bei der Gestaltung von Marktplätzen und dem Einsatz von Vergabeverfahren. Er ist Herausgeber des Handbook of Spectrum Auction Design bei Cambridge University Press. Daneben beschäftigt er sich mit mathematischer Optimierung und maschinellem Lernen und deren Anwendung in den Wirtschaftswissenschaften und Informationstechnik, ebenso wie mit Spieltheorie und Algorithmen zur Lösung spieltheoretischer Gleichgewichtsprobleme. Ein Projekt zum Handel mit Fischfangrechten wurde mit dem EURO Excellence in Practice Award ausgezeichnet. Daneben erhielt er Auszeichnungen wie den INFORMS Daniel H. Wagner prize (Runner Up), den IBM Faculty Award, und den INFORMS ISS Design Science Award. Von der Deutschen Forschungsgemeinschaft (DFG) wurde er unter anderem über ein Reinhart-Koselleck-Projekt gefördert, vom European Research Council über ein ERC Advanced Grant. Bekannte Ko-Autoren umfassen Nobelpreisträger Paul Milgrom (Stanford University) und Paul Klemperer (Oxford University).

## Werke (Auswahl)
- E. Baldwin, M. Bichler, M. Fichtl, and P. Klemperer. Strong substitutes: structural properties, and a new algorithm for competitive equilibrium prices. Mathematical Programming, 191(2), 2022. https://doi.org/10.1007/s10107-022-01792-w
- M. Bichler, P. Milgrom, and G. Schwarz. Taming the communication and computation complexity of combinatorial auctions: The FUEL bid language. Management Science, 68(3), 2022. https://doi.org/10.1287/mnsc.2022.4465
- M. Bichler, M. Fichtl, S. Heidekrüger, N. Kohring, and P. Sutterer. Learning equilibria in symmetric auction games using artificial neural networks. Nature Machine Intelligence, 3:687–695, August 2021. https://doi.org/10.1038/s42256-021-00365-4
- M. Bichler and S. Waldherr. Core-pricing in combinatorial exchanges with financially constrained buyers: Computational hardness and algorithmic solutions. Operations Research, 69, 2021. https://doi.org/10.1287/opre.2021.2132
- M. Bichler, V. Fux, and J. Goeree. Designing combinatorial exchanges for the reallocation of resource rights. Proceedings of the National Academy of Sciences (PNAS), 116(3):786–791, 2018. https://doi.org/10.1073/pnas.1802123116
- M. Bichler and J. Goeree. Handbook of Spectrum Auction Design, Cambridge University Press, 2017. https://doi.org/10.1017/9781316471609
- M. Bichler. Market Design: A Linear Programming Approach to Auctions and Matching, Cambridge University Press, 2017. https://doi.org/10.1017/9781316779873
- M. Bichler: The Future Of e-Markets: Multidimensional Market Mechanisms, Cambridge University Press, 2001.